# Simulation de maladie
Pour la simulation de situations destinées à la formation des professionnels de santé, voir Simulation en santé.
La simulation de maladie (en anglais malingering) est un comportement conscient et volontaire consistant à provoquer ou reproduire une maladie physique ou mentale, ou encore d'exagérer ou entretenir des troubles préexistants. Son but est d'induire l'observateur en erreur afin d'obtenir un bénéfice direct et précis, ou d'échapper à une charge ou à une responsabilité.
Il ne s'agit pas d'un trouble mental ou d'une maladie psychiatrique, mais d'un comportement frauduleux (mensonges, falsifications...). Par exemple, pour éviter d'aller au travail ou à l'école, pour échapper au service militaire ou à d'autres obligations, pour échapper à une sanction pénale, obtenir des aides financières ou en nature...

## Caractéristiques et classification
La simulation n'est pas un diagnostic médical, au sens où il ne s'agit pas d'une maladie, mais d'une situation qui peut se rencontrer en pratique clinique, et qui peut donc faire l'objet d'une attention médicale.
La simulation se distingue d’autres formes de comportement excessif . Dans le DSM-5, ces distinctions se basent sur différentes entités selon le mode supposé du caractère intentionnel ou non de la production des symptômes, et selon la clarté ou non des motivations (le bénéfice attendu).
Dans le trouble factice ou pathomimie, le sujet est aussi conscient de simuler mais sans avoir d'objectif clairement identifiable (motivation plus ou moins inconsciente) comme : attirer l'attention, se complaire dans un rôle de malade, manipuler l'entourage... Il s'agirait alors d'une recherche « d'avantage interne ou de bénéfice primaire » (besoin pulsionnel) par opposition à « l'avantage externe ou bénéfice secondaire » de la simulation.
La simulation se distingue de la sinistrose où le sujet vise aussi un but précis (bénéfice secondaire direct) mais en étant persuadé de la réalité de ses troubles. La sinistrose se rapprocherait plutôt d'un état délirant (par exemple, une paranoïa revendicative).
La simulation se distingue enfin des troubles fonctionnels, troubles somatoformes, troubles de conversion... qui sont des états non-intentionnels ou d'origine inconsciente.
Tous les professionnels de la santé mentale n’approuvent pas toutes ces distinctions. Les catégories nosologiques de la « tromperie en matière de maladie » ou de « mensonges du corps » restent constamment débattues. Schématiquement, il existe deux types d'approches, celle du regroupement des troubles privilégiant les chevauchements et les similitudes, et celle d'une division toujours plus précise privilégiant les différences. Ces deux approches coexistent en raison de la difficulté de la prise en charge des patients présentant de tels troubles.
Par exemple, le critère fondamental de l'intentionnalité des symptômes peut être difficile à évaluer car il faut enquêter sur la motivation, en tenant compte d'une possibilité d'auto-illusion ou de tromperie de soi-même. Il peut exister un continuum entre la simulation et les troubles de conversion comme l'«hysteromalingering» ou hystéro-simulation, ou encore dans le cas du menteur pathologique ou mythomanie, celui qui finit par croire à ses propres mensonges.
Selon Jean Delay « La limite précaire entre le conscient et l'inconscient reste la frontière idéale qui sépare la simulation de l'hystérie, mais les mensonges du corps participent habituellement de l'une et de l'autre ».

## Histoire

### Antiquité et Moyen Âge
Dans la Bible hébraïque , le roi David feint la démence envers Akish , roi des Philistins ( I Sam. 21: 10-15). Cela a été interprété, non pas comme une feinte, mais comme une véritable épilepsie ou une maladie grave, et la Septante utilise des mots qui indiquent clairement ce sens. Ulysse aurait également simulé la démence afin d'éviter de participer à la guerre de Troie,.
En Grèce, la simulation est un moyen d'exprimer son refus du service public (contributions obligatoires), alors qu'à Rome, c'est un grand moyen d'échapper au service militaire. Le simulateur supposé n'est guère soumis à un examen médical proprement dit, son état est apprécié par un juge, un consul ou un stratège, avec « de fortes chances de se tromper ».
Une première mention médicale de simulation date de l'époque romaine, par Galien qui signale deux cas dans une courte monographie intitulée Quomodo morbum simulantes sint deprehendendi  (Comment on doit découvrir ceux qui simulent une maladie) : un patient simulait des coliques pour éviter une réunion publique, tandis que l'autre simulait un genou blessé pour éviter d'accompagner son maître dans un long voyage.
Pour détecter la simulation, Galien utilise son sens commun : il recherche l'éventuel mobile car « c'est pour de multiples raisons que les gens feignent d'être malades ». Sa méthode est celle des médecins jusqu'au XIXe siècle : il note les discordances entre l'examen clinique, les réponses des malades et la façon dont ils répondent, le début et l'arrêt immédiats des troubles. Galien trouve plaisir à montrer son habileté diagnostique. Sa démarche n'a rien d'officiel, et il ne porte pas de jugement moral. Il agit pour sa propre expérience personnelle. C'est seulement à la fin du XIXe siècle que des médecins reconnaitront que le fait même de simuler témoigne d'un type de caractère qui mérite une approche médicale.
Au Moyen Âge, les hôpitaux des Antonins étaient exclusivement réservés aux malades du « mal des ardents » ou ergotisme, et obligation était faite de démasquer toute supercherie pour obtenir  soins, hébergement et nourriture.

### Renaissance et âge classique

#### Imposture des gueux

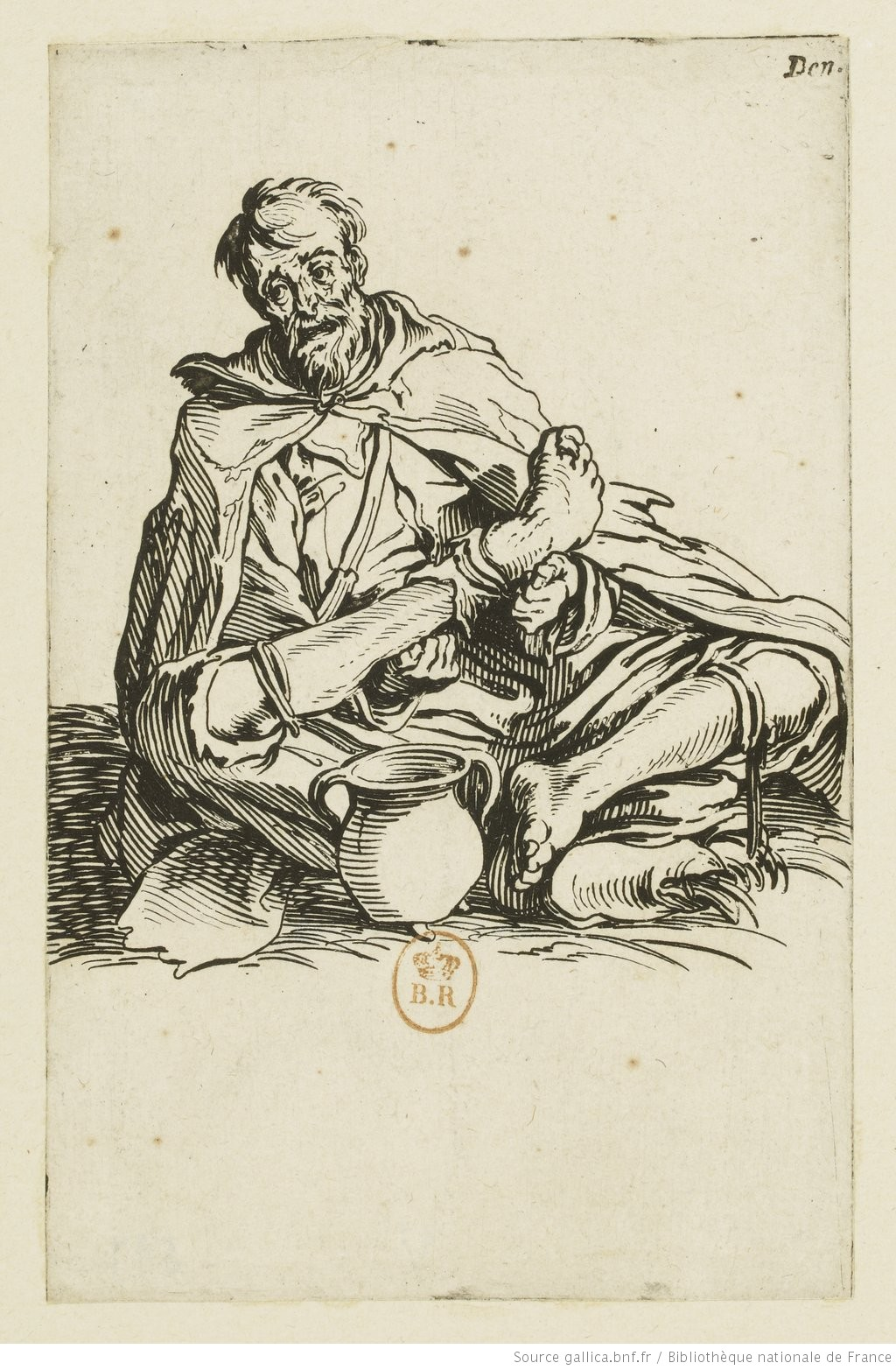
Le malingreux, ou une contorsion de jambe pour simuler une grave infirmité. Eau-forte sur papier (1622-1623) de Jacques Callot.

Ambroise Paré, dans son livre Des monstres et prodiges (1558), chapitres XX à XXIV, traite des impostures de ceux qui feignent d'être sourds-muets, ou encore sur les moyens utilisés pour simuler des maladies, dont la lèpre ou le cancer du sein. Par exemple, le chapitre XX est intitulé « Exemple de l'artifice des méchants gueux de l'ostière » : un gueux de l'ostière (mendiant de porte à porte) cachait son bras sain derrière son dos dans un manteau, en présentant à la place le bras d'un pendu qu'il avait découpé lui-même, afin d'obtenir l'aumône de Saint Antoine (saint guérisseur de l'ergotisme).
Pierre Pigray (1532-1613), chirurgien d'Henri IV, traite des simulations chez « les faineants qui se disent estre malades et ne le sont point » dans son Épitome des préceptes de médecine et chirurgie (1612). Il donne des cas de simulation lors du toucher royal des écrouelles, où les malades recevaient aussi une pièce d'argent.
Giovanni Battista Selvatico ou Jean-Baptiste Sylvaticus (1550-1621) publie à Milan en 1595, un traité sur les maladies simulées Institutio Medica de iis qui morborum simulant deprehensis. Il reprend un genre littéraire médical, inauguré par Galien, celui de présenter les moyens inventifs des simulateurs et de mettre en garde les médecins et chirurgiens.
Les principaux auteurs de ce genre sont Paolo Zacchias (1584-1659), Friedrich Hoffmann (1660-1740), Anton de Haen (1704-1776) qui traitent des maladies simulées dans un cadre qui sera celui de la médecine légale ou judiciaire.
Différents types de simulation sont bien représentés dans les eaux-fortes et gravures de Jacques Callot (1592-1635) sur les gueux contrefaits.
À Paris, sous l'Ancien Régime, les gueux contrefaits se réunissaient dans une zone dite la cour des miracles.

#### Feintes des puissants et de leurs courtisans
À partir du XVIe siècle, le fait de « se procurer une maladie de commande » ou maladie diplomatique est un moyen de calcul stratégique dans le cadre de relations politiques et courtisanes.
Dans son manuel sur l’ascension sociale, l’anglais George Puttenham (1530-1590) conseille à l'aspirant courtisan d’avoir « une maladie dans sa manche et de se débarrasser ainsi d’autres importunités plus importantes » et suggère de feindre une « hydropisie sèche [...] ou quelque autre maladie peu connue, que le commun ne peut juger, et que le médecin ne soigne guère en n'ayant pas de raisons de se méfier ».
Se faire savoir malade à des moments propices ou décisifs est pratique courante chez les Grands, y compris les Papes (par exemple, Alexandre VII dans ses rapports avec la France, ou Sixte V au moment de son élection). Le prétexte de maladie sert à de nombreux usages : 
- Temporiser, attendre et voir, prendre du recul, retarder une décision...
- Signifier son mécontentement, ne pas se déplacer, s'éloigner, refuser une rencontre ou une invitation...

Aux XVIe et XVIIe siècles, les cures thermales sont un prétexte de manœuvres politiques et diplomatiques. « Prendre les Eaux » est un moyen de s'éloigner, d'éviter un conflit ou de se rencontrer discrètement.
À la cour de France, les courtisans présentent souvent les mêmes maladies que le souverain. Après l'opération de la fistule anale de Louis XIV, plus de trente courtisans simulèrent la maladie en demandant à être opéré à la manière du roi.

### Temps modernes

#### Médecine militaire et pénitentiaire
Dans son Traité de médecine légale (1813), François-Emmanuel Fodéré (1764-1835) relate des cas de simulations de convulsions, où la reconnaissance est facile, et de douleurs beaucoup plus difficiles à distinguer des douleurs « véritables ». Il est l'un des premiers à s'interroger sur le rôle éthique du médecin : il préfère être indulgent plutôt que de risquer d'être injuste, mais d'autres répliquent qu'il vaut mieux être rigoureux pour éviter les abus.
Les maladies simulées deviennent un sujet important de médecine militaire (armée et marine) avec l'instauration de la conscription. De nombreux travaux systématiques sont publiés en France, en Allemagne, et en Angleterre. Ils visent à répertorier les moyens et procédés utilisés par les conscrits pour éviter le service obligatoire, ou par les soldats cherchant à se soustraire aux ordres. En France, la simulation de maladie dermatologique est étudiée en détail lors des guerres de 1870-1871 et de 1914-1918.
Dans ce cadre, et en temps de guerre, les mutilations volontaires pour s'éloigner de la ligne de front sont un problème récurrent à partir des guerres napoléoniennes. Durant la première guerre mondiale, les poudres pyroxylées remplacent la poudre noire, et des médecins constatent qu'à bout portant ou touchant, les lésions par arme à feu laissent un tatouage en cocarde plus ou moins caractéristique, et telle blessure à la main ou au pied est suspecte. Les risques d'erreurs restent élevés, et le diagnostic est fait selon l'intention et les circonstances évaluées par l'enquête militaire. Les blessés suspects étaient séparés des autres pour passer en jugement.
En sus des dermatoses provoquées (par substance irritante ou caustique), les maladies simulées les plus communes dans l'armée française durant la première guerre mondiale furent :
- Les ictères provoqués par l'ingestion d'acide picrique (composant d'explosif) détectés par la recherche d'acide picramique dans les urines.
- Les fièvres provoquées en se tapant les coudes contre les murs ; les bronchites par cigarette à l'huile ou à des médicaments ; les abcès par auto-injection de pétrole ou de crachat purulent ; les angines rouges par un gargarisme de vin blanc très chaud fortement additionné de poivre.

En France, au cours du XXe siècle l'administration pénitentiaire s'intéresse aux conditions de vie et d'hygiène des détenus, et se dote d'un personnel médical (Hôpital central des Prisons de France à Fresnes). Selon l'un de ses médecins-chef, Jean Albert-Weil, Le médecin des prisons doit « soigner et protéger les détenus qui sont vraiment malades. Un détenu malade pour le médecin n'est pas un détenu ; il est un malade qui a droit à toute sa sollicitude, à tout son dévouement ».
Mais si ce même médecin peut se montrer consciemment indulgent, « il ne doit jamais perdre la face en laissant apparaitre qu'il est une dupe ». Détecter les maladies simulées permet au médecin de prison d'établir un lien de confiance avec les détenus malades d'une part, et avec son administration d'autre part.

#### Médecine sociale et sociétale
La création de l'assurance sociale (travail, accidents et maladies) implique le problème de fraudes éventuelles. L'absentéisme est difficile à distinguer d'une véritable fatigue ou usure au travail, de même que « l'exagération » dans les conséquences et séquelles d'accident du travail, malgré le développement d'une médecine de contrôle.
À l'époque moderne, peu de cas sont aussi célèbres que celui étudié par Harold Garfinkel. Il s'agit d'Agnes Torres (en), femme trans née en 1937 qui aurait feint un syndrome d'intersexuation (celui du  testicule féminisant) dans les années 1950 en prenant des œstrogènes prescrits à sa mère à la suite d'une hystérectomie pour obtenir une chirurgie de réattribution sexuelle sans subir la stigmatisation et les discriminations alors associées à la transidentité .

## Causes
Il n'existe pas de causes spécifiques, mais la simulation s'exerce dans des conditions sociales ou économiques bien précises. Une des plus anciennes est probablement la situation de mendicité où une maladie simulée est exhibée pour susciter une aide charitable. Les plus fréquentes se trouvent chez les justiciables et les détenus, et les militaires (lorsque le service militaire était obligatoire), mais la simulation peut se voir dans tous les milieux (médecine scolaire, du travail ou de la sécurité sociale ). Les consommateurs de drogue peuvent simuler des états de manque pour obtenir les médicaments qu'ils souhaitent.
La simulation serait le plus souvent associée à des personnalités particulières, comme la personnalité histrionique, ou encore la personnalité antisociale.

## Épidémiologie
La prévalence des maladies simulées est difficile à déterminer. Dans les populations de médecine légale (justiciables, détenus...), elle est estimée à 17 % aux États-Unis. Selon une étude de l'Université de la Nouvelle-Orléans, la simulation de douleurs chroniques serait de 20 à 50 % chez les demandeurs de compensation financière.
Cependant, la valeur de ces estimations est très discutée, et l'idée commune que les femmes seraient plus simulatrices que les hommes n'est appuyée sur aucune donnée.

## Clinique
En règle générale, les simulateurs se plaignent de troubles subjectifs tels que fatigue ou douleurs chroniques, anxiété, trouble sensoriel (vue, audition). Ils peuvent reproduire par artifices des troubles physiques, voire des pathologies plus élaborées du système nerveux et musculaire, cardiovasculaire et pulmonaire, digestif, gynécologique et obstétrical, uro-génital, ... ainsi que l'anémie ou la fièvre. Le domaine dermatologique est particulièrement concerné.
La simulation des maladies mentales concerne des états d'agitation ou de stupeur, hallucinations et délires... Le syndrome de Ganser, l'amnésie ou encore le trouble de stress post-traumatique peuvent être également simulés.

## Moyens et méthodes
Les simulateurs utilisent diverses méthodes, variées à l'infini, et souvent transmises (prisons, casernes...). Certains essayent de convaincre les médecins d'une maladie après avoir appris ses détails, comme les symptômes, dans un texte de médecine ; d'autres s'infligent des lésions ou s'administrent substances et médicaments provoquant des symptômes ; adoptent des conduites excessives (exercices physiques extrêmes, sur ou sous-alimentation) ;  ou encore manipulent et trafiquent les prélèvements (d'urine par exemple) à analyser en laboratoire,.

## Diagnostic

### Suspicion
Les médecins pensent souvent qu’ils peuvent détecter ou exclure la simulation, en examinant soigneusement :
1. Les discordances entre le comportement de la personne et l'écoute prolongée de son histoire détaillée.
2. Une étude approfondie de sa personnalité (histrionique ou antisociale).
3. Le statut légal de la personne.
4. Poser des questions courtes et noter les réponses contradictoires.
5. Poser des questions ouvertes sur des symptômes ne concernant pas la maladie présentée par le patient, ce qui peut induire des réponses positives à toute question.
6. Penser à l'exagération de symptômes psychiatriques comme l'hallucination et le délire.

L'examen clinique doit être répété, de façon variable et prolongé.
Le diagnostic se base ainsi sur l'interrogatoire, la clinique, des examens de laboratoire et d'imagerie excluant une maladie organique, et des tests psychologiques (tests de personnalité, test de mémoire...) comme le SIMS.

### Limites
Il n’existe aucune examen permettant de déterminer  avec certitude si un patient présente une volonté de simulation.
Dans la plupart des cas, déclarer catégoriquement qu'un individu simule nécessite un aveu explicite de sa part. Poser un diagnostic de simulation supposerait la réalisation d'une procédure exhaustive de diagnostic (élimination de maladies rares ou inexpliquées). Une telle démarche n'est pas faisable pour des raisons pratiques, en raison du coût, et pour la santé du patient (exposition à des procédures inutiles présentant un risque). Il s'agit là de limitations en termes de ressources, de temps et de responsabilité.
Puisqu'une évaluation, formelle ou informelle, de la simulation met fin au processus médical, cela peut sembler une bonne option pour le médecin et l'aider à faire face à la dissonance cognitive liée à son incapacité à diagnostiquer et à traiter efficacement un patient dans des conditions contraignantes. Les médecins finissent par se fier à leur intuition et à leur sens clinique, ce qui s'est révélé peu fiable.
Dans deux études, des médecins expérimentés, y compris des psychiatres, n'ont pas réussi à obtenir de meilleurs résultats que la chance lorsqu'on leur a demandé de détecter des patients menteurs et simulateurs. Dans 12 autres études, les taux de détection des patients simulés étaient compris entre 0 et 25%.
De véritables problèmes neurologiques et psychiatriques peuvent donner des faux positifs. Les patients souffrant d'une maladie inexpliquée peuvent être en butte aux médecins, lorsqu'ils souhaitent recevoir des soins spécialisés. Ces cas peuvent s'apparenter à de la simulation, mais le patient a toujours besoin de soins médicaux .

## Attitude thérapeutique
Selon le contexte médico-légal (pénitentiaire, d'assurances...), le sujet peut avoir tendance à exagérer ou non des symptômes auto-déclarés. Cet effet de distorsion est également présent lorsque les sujets souffrent réellement de pathologie mentale. Un clinicien doit être très prudent avant d'utiliser le terme « simulation » doté d'un fort pouvoir de stigmatisation chez les décideurs, et préférer des expressions telles que « tableau imprécis » ou « données peu fiables ».
Le principe d'une relation médecin-patient est de s'appuyer sur une « alliance thérapeutique ». Le médecin ne doit pas se confronter directement au patient, ou mettre en cause ses croyances. Il ne doit pas accuser son patient de simulation, mais faire en sorte d'éviter des procédures diagnostiques à risques inutiles, en suggérant une explication rationnelle, tout en l'orientant vers une thérapie comportementale, une psychothérapie, ou une aide médicolégale.

## Aspects économiques
L'incapacité à détecter des cas réels de simulation impose un fardeau économique aux systèmes de soins de santé; programmes d'indemnisation des travailleurs ; et des programmes d'invalidité, par exemple l'assurance invalidité de la sécurité sociale (États-Unis) et les prestations d'invalidité du département américain des anciens combattants . Une fausse attribution de simulation fait souvent du tort à de vrais patients ou demandeurs.
Selon le Texas Department of Insurance, la fraude comportant des simulations coûterait environ 150 milliards de dollars par an au secteur américain des assurances . Une autre source indique que ce montant ne serait que de 5,4 milliards de dollars.
Selon une étude publiée en 2017, l'accusation de simulation serait, aux États-Unis, une forme de stigmatisation des malades chroniques en situation de précarité.

## Aspects juridiques
Sur le plan médico-légal, un médecin est tenu de témoigner ou de certifier que sur les signes objectifs et lésions qu'il a pu constater lors de son examen. En France, l'histoire et les troubles subjectifs du sujet doivent être clairement attribués au sujet (mis au conditionnel ou entre guillemets). Déposant devant un tribunal, le médecin ne doit affirmer que ce dont il est certain et ce dont la science médicale est certaine, et toujours en préciser le degré de certitude.
Dans les forces armées des États-Unis, en vertu de l'article 115 du Code unifié de justice militaire, la simulation (de maladie physique ou mentale, blessure volontaire intentionnelle) dans le but d'éviter un service, une corvée ou un devoir est une infraction passible de la Cour martiale.

## Mentions littéraires
Dans Les Grenouilles d'Aristophane, l'esclave Xanthias explique qu'il ne s'est pas battu pendant la guerre du Péloponnèse parce qu'il souffrait d'ophtalmie, l'effet comique résidant dans l'ambiguïté de la réalité de son affection.
Tacite, dans ses Annales (15, 45), accuse Sénèque de feindre la maladie pour échapper à ses obligations sociales après le grand incendie de Rome
Chez des auteurs latins, la simulation de maladie est un thème comique, comme chez Pétrone ou Martial ; ou de réflexions morales comme chez Horace ou Plutarque.
Dans les Essais (Livre second, chapitre 25, intitulé De ne contrefaire le malade), Montaigne livre ses réflexions sur les différentes formes de tromperies en matière de maladie. Il est l'un des premiers à montrer que tromper les autres est très proche de se tromper soi-même, et que contrefaire le malade expose à l'être vraiment.
Jean-Jacques Rousseau et Voltaire se sont tous deux servis du prétexte de maladie vraie ou fausse. Pour Rousseau, le but principal était son besoin de tranquillité et de solitude, alors que pour Voltaire, c'était surtout une façon d'être reconnu, une quête incessante de compassion de la part des Grands d'Europe.
Léon Werth, dans son roman Clavel soldat (1919), écrit « Un homme de la 18e est évacué pour fièvre typhoïde. La place où il couchait dans l'étable est très recherchée par les hommes. Espérance magnifique ».
Dans La Pesée des âmes (1949), qui concerne aussi la guerre de 14-18, Georges Duhamel décrit le passage de l'expert auprès des suspects de mutilations volontaires : « Il s'asseyait près du blessé, me faisait défaire le pansement et passait de longues minutes à considérer la plaie dans le dessein d'y découvrir des tatouages... Ces blessés exceptionnels montraient triste figure... Les uns pleuraient, d'autres protestaient de leur innocence ».
Dans un cas où il n'y avait qu'une plaie de peu d'ouverture, Duhamel fait venir une voiture de radiologie, et fait découvrir une balle de shrapnel qui innocente le blessé.